# Fatal Attraction
Fatal Attraction is een Amerikaanse thriller uit 1987 onder regie van Adrian Lyne. De film werd genomineerd voor zes Academy Awards, waaronder die voor beste film, beste regisseur, beste hoofdrolspeelster (Glenn Close) en beste bijrolspeelster (Anne Archer). De film won daadwerkelijk een People's Choice Award en de montage werd beloond met een BAFTA Award.

## Verhaal
Dan Gallagher (Michael Douglas) is getrouwd met Beth (Anne Archer) en vader van Ellen (Ellen Hamilton Latzen). Hij gaat niettemin een buitenechtelijke affaire aan met Alex Forrest (Glenn Close). Als zijn vrouw en kind een weekend de stad uit zijn, heeft Dan alle tijd om zich op Alex te storten. Maar aan het eind van het weekend maakt Dan een eind aan de affaire met het oog op zijn gezin. Alex laat het daar alleen niet bij zitten. Ze begint Dan en de rest van het gezin te stalken en terroriseren, waarbij onder andere Ellen wordt ontvoerd en het huisdier, een konijn, kokend in een pan wordt aangetroffen bij thuiskomst.

## Rolverdeling
| Acteur                | Personage               |
| --------------------- | ----------------------- |
| Michael Douglas       | Dan Gallagher           |
| Glenn Close           | Alex Forrest            |
| Anne Archer           | Beth Rogerson Gallagher |
| Ellen Hamilton Latzen | Ellen Gallagher         |
| Stuart Pankin         | Jimmy                   |
| Ellen Foley           | Hildy                   |
| Fred Gwynne           | Arthur                  |
| Meg Mundy             | Joan Rogerson           |
| Tom Brennan           | Howard Rogerson         |
| Lois Smith            | Martha                  |
| Mike Nussbaum         | Bob Drimmer             |
| J. J. Johnston        | O'Rourke                |
| Michael Arkin         | luitenant               |
| Jane Krakowski        | Christine               |

## Muziek
De filmmuziek werd gecomponeerd door Maurice Jarre.